# Territorio Federal Yuruari
El Territorio Federal Yuruari fue una antigua entidad federal de los Estados Unidos de Venezuela. Su superficie estaba conformada por parte del actual Estado Bolívar y parte de la Guayana Esequiba (actualmente en reclamación por Venezuela y administrada por Guyana), limitaba al norte con el Territorio Federal Delta y al este en el río Esequibo con la Guayana Británica.

## Historia
Fue creado en el proceso de reorganización que se produjo el 3 de septiembre de 1881 bajo el mandato del General Antonio Guzmán Blanco, fusionando los territorios del departamento Guzmán Blanco y el de Roscio y estableciendo su capital en la ciudad de Guasipati. Su primer gobernante fue el general Santiago Rodil, siendo la intención original de su establecimiento aprovechar su riqueza minera y proteger la frontera este de las pretensiones inglesas.
Existió hasta el 31 de julio de 1891 cuando fue reorganizado como parte del Estado Bolívar, debido en parte a las protestas de la sociedad del Estado Bolívar que en gran medida no estuvo de acuerdo con su separación. Siendo restablecido en la reforma del 14 de diciembre de 1900 y desapareciendo definitivamente en 1909.
Al momento de su creación la capital Guasipati tenía poco más de 3 mil habitantes y todo el territorio 17.640 habitantes.